# Neocteniza platnicki
Espèce
Neocteniza platnicki est une espèce d'araignées mygalomorphes de la famille des Idiopidae.

## Distribution
Cette espèce est endémique du Paraguay.

## Étymologie
Cette espèce est nommée en l'honneur de Norman I. Platnick.

## Publication originale
- Goloboff, 1987 : El genero Neocteniza Pocock, 1895 (Araneae, Mygalomorphae, Idiopidae) en la Argentina y Paraguay. Journal of Arachnology, vol. 15, p. 29-50 (texte intégral).